# Ère Tenji
Pour l’article homonyme, voir Ère Tenji (Heian).

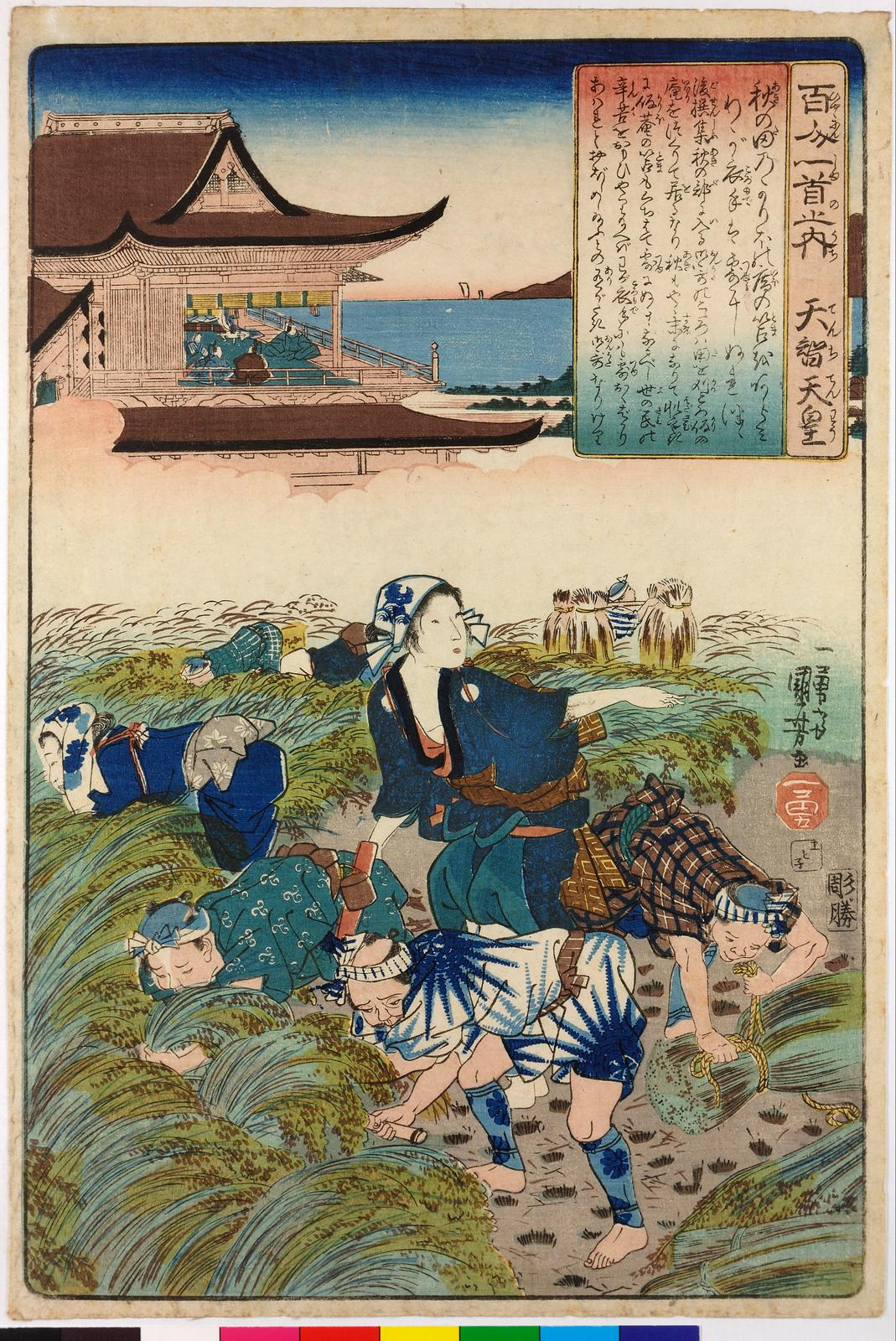
Empereur Tenji, représentation de l'ère Tenji sous l'ère Tenpō vers 1842 37 cm sur 24,8 cm, British Museum.

L'ère Tenji (en japonais: 天智) est une des ères du Japon (年号, nengō, littéralement « le nom de l'année ») suivant l'ère Saimei et précédant l'ère Kōbun s'étendant de 662 à 672. L'empereur régnant était Tenji-tennō (天智天皇).

## Changement de l'ère
- Tenji 1 (天智天皇元年; 662): L'ère Tenji a été proclamée lors de la huitième année de l'ère Saimei. Le nom de cette ère célébrait l'occasion de l'avènement de l'empereur Tenji.

## Événements de l'ère Tenji
- Tenji 1 (662) :

- Tenji 6 (667) : Six ans après la mort de Saimei, sa sépulture fut reconstruite. Naka no Ōe-shinno, n'ayant pas encore été proclamé, l'empereur n'avait jusqu'alors gouverné. Cette année-ci, il établissait sa cour a Ōtsu no Miya dans la province d'Ōmi, où son inauguration eut lieu au première mois du printemps de la 19e année (668)[1].

- Tenji 8, 10e mois (669): Le nadaijin Nakatomi no Kamatari était très malade dans l'hiver de la 20e année de Hakuchi. L'Empereur alla le voir, et lui demanda ce qu'il desirait. Katamari répondit: « Une mort douce et des funérailles simples. » L'Empereur, de retour dans son palais, envoya son frère cadet Ō-ama-shinnō (qui devenait l'empereur Temmu) de lui annoncer qu'il avait été créé le Nadaijin avec le titre de taishokukan, et honoré du nom de famille héréditaire Fujiwara, qui était celui du lieu de sa naissance. Kamatari mourut peu après, âgé de 50 ans d'après certains, ou 56 ans d'après d'autres, au grand regret de l'Empereur, qui vint chez lui pour y pleurer sa mort[2].

| Tenji     | 1re | 2e  | 3e  | 4e  | 5e  | 6e  | 7e  | 8e  | 9e  | 10e | 11e |
| Grégorien | 662 | 663 | 664 | 665 | 666 | 667 | 668 | 669 | 670 | 671 | 672 |

## Source de la traduction
- (en) Cet article est partiellement ou en totalité issu de l’article de Wikipédia en anglais intitulé « Tenji period » (voir la liste des auteurs).